# Hrara
Hrara (en àrab حد حرارة, Ḥad H̨arāra; en amazic ⵃⵕⴰⵕⴰ, Ahrara) és una comuna rural de la província de Safi, a la regió de Marràqueix-Safi, al Marroc. Segons el cens de 2014 tenia una població total de 26.103 persones.